# Podatek obrotowy
Podatek obrotowy – podatek pośredni, płacony przez osoby i instytucje prowadzące działalność gospodarczą, stanowiący alternatywę dla podatku od wartości dodanej (VAT). Podstawę do opodatkowania stanowi pełny przychód ze sprzedanych dóbr – obrót (stąd nazwa). Jest zawsze liniowy, choć może obejmować zarówno wszystkie sprzedawane towary i usługi, jak również tylko te stanowiące produkt finalny, przeznaczony do użycia, zaś jego wysokość może się różnić w różnych rejonach kraju (m.in. w USA).
Podatek VAT również jest podatkiem obrotowym. Inny jest tylko sposób jego rozliczania, który polega na tym, że od podatku należnego, obliczonego na podstawie wartości sprzedaży towarów i usług, można odliczyć wcześniej naliczony (zapłacony) podatek VAT - np. przy zakupie towarów i usług potrzebnych do prowadzenia działalności.
Początkowo był naliczany od każdego towaru i usługi, przez co jego wysokość była bardzo różna dla różnych artykułów, w zależności od liczby etapów produkcji, co w efekcie prowadziło do opodatkowania podatku przy kolejnych etapach produkcji, przez co nazywano go podatkiem kumulacyjnym, wielofazowym i kaskadowym. Później ograniczono go do opodatkowania dobra tylko w chwili sprzedaży go ostatecznemu odbiorcy.
Zalety podatku obrotowego to jego prostota, zniesienie VAT-u oraz akcyzy oraz ograniczenie liczby płatników przy jednoczesnym opodatkowaniu w sposób pośredni wszystkich obywateli, wadą zaś jest, w zależności czy obejmuje również półprodukty, konieczność stosowania podwójnych cen na niektóre artykuły (z podatkiem i bez), bądź wielokrotne opodatkowywanie tego samego dobra, najpierw jako półproduktów, później jako towaru finalnego.

## Podatek obrotowy w Polsce
W Polsce podatek obrotowy funkcjonował do 1993 roku, kiedy to został zastąpiony podatkiem VAT, obejmował tylko dobra konsumpcyjne i wynosił 20% od towarów i 5% od usług. Podatek obrotowy płaciły także firmy handlowe i był to zawsze 1% od przychodu ze sprzedaży. Stawka 20% dotyczyła producentów, a 5% usługodawców. Był używany jako element polityki fiskalnej głównie przez zniesienie go od niektórych towarów, jak produkty dziecięce i artykuły pierwszej potrzeby, oraz przez zwiększone opodatkowanie towarów uznanych za luksusowe. Jego przywrócenie postulowały partie Liga Polskich Rodzin oraz Samoobrona Rzeczpospolitej Polskiej. Przychylnie na tę formę opodatkowania patrzy również część konserwatywnych liberałów.